# André Zimmermann
Pour les articles homonymes, voir Zimmermann.
André Zimmermann, né le 20 février 1939 à Maisonsgoutte (Bas-Rhin) et mort le 5 novembre 2019 à Villé (Bas-Rhin), est un coureur cycliste français. 
Grimpeur de talent, il participe cinq fois au Tour de France entre 1964 et 1969. Il obtient son meilleur classement dans cette épreuve en 1965 (17e) après avoir terminé à la 4e place de l'étape Dax - Bagnères-de-Bigorre. 
Il est l'équipier de Jacques Anquetil lorsque celui-ci remporte son deuxième Tour d'Italie et son cinquième Tour de France en 1964.

## Palmarès
- 1958
  - Champion d'Alsace amateurs
- 1962
  - Champion d'Alsace indépendants
- 1963
  - Tour de l'Avenir :
    - Classement général
    - 3e et 9e étapes

  - 6e étape de la Route de France
  - 2ea et 3ea étapes du Circuit des Mines[2]
  - Nancy-Strasbourg
  - 3e du championnat d'Alsace indépendants
  - 3e du championnat de France indépendants
- 1964
  - 3e de la Course de côte du mont Faron
  - 3e du Circuit d'Auvergne
- 1965
  - 3e de la Course de côte du mont Faron (contre-la-montre)
  - 4e du championnat de France sur route
- 1966
  - Grand Prix d'Aix-en-Provence
  - Grand Prix de Toulon
- 1967
  - 2e des Boucles de la Seine
  - 3e de Bordeaux-Saintes
- 1968
  - 3e de Gênes-Nice
  - 3e du Grand Prix de Plouay
- 1970
  - 2e du Critérium du Printemps
- 1971
  - 1re étape du Tour d'Alsace
  - Grand Prix du Val de Villé
  - 3e du Tour d'Alsace

## Résultats sur les grands tours

### Tour de France
5 participations :
- 1964 : 36e
- 1965 : 17e
- 1966 : 23e
- 1967 : abandon (8e étape)
- 1969 : 26e

### Tour d'Italie
2 participations :
- 1964 : 12e
- 1968 : abandon

### Tour d'Espagne
1 participation :
- 1967 : 29e